# Dover (группа)
Dover — испанская альтернативная рок-группа, основанная в Мадриде в 1992 году и просуществовавшая до 2016 года. Коллектив состоял из двух сестер — Кристины Льянос (вокал) и Ампаро Льянос (гитара), а также барабанщика Хесуса Антунеса и басиста Самуэля Титоса. Они выпустили восемь альбомов, общие продажи превысили два миллиона копий. Больше всего в дискографии группы выделяется второй альбом Devil Came to Me, именно он привёл группу к мировой славе.

## История

### 1992—1996: Начало и«Sister»
Коллектив возник на окраине Мадрида в начале 90-х. 17-летняя Кристина Льянос решила создать рок-группу, вдохновленную альтернативной сценой, исходящей из Сиэтла. Идею поддержала сестра Кристины. В 1992 году к группе присоединились барабанщик Хесус Антунес и басист Альваро Диес. 2 октября 1992 года можно считать официальной датой возникновения Dover. Название группы произошло от названия бренда одежды, которая продавалась в магазине, принадлежащем матери сестер Льянос. Группа обосновалась на небольшой репетиционной базе в Алькорконе в промышленном парке Венторро-дель-Кано и проработала там до начала 2000-х годов . В 1995 году басист Альваро Диес покинул группу, ему на смену пришёл Альваро Гомес. Сразу после этого группа подписала годовой контракт с независимым лейблом Everlasting-Caroline. Дебютный альбом Sister был выпущен в августе 1995 года. Группа продала всего лишь 700 копий, однако испанский фэнзин Mondo Sonoro включил Sister в топ 10 лучших национальных альбомов того года. Несмотря на небольшой успех с точки зрения продаж альбомов, группе удалось закрепиться на музыкальной сцене Мадрида и даже записать свой первый видеоклип «Come With Me», который срежиссировал Хуан Буллон. На клип было потрачено минимальное количество средств, главной съемочной локацией стала промзона, на который располагалась репетиционная база группы. Несмотря на то, что эта песня не была выпущена как сингл, она обрела популярность.

### 1997—1998:«Devil Came To Me»
По завершении контракта с Кэролайн группа подписала контракт с независимым лейблом Subterfuge Records. Успех песни «Stereoparty», выпущенной при поддержке лейбла, побудил группу выпустить свой второй альбом. Так в 1997 группа оказалась на студии «Infinity Studios» в Мадриде и записала альбом «Devil came to me» вместе с Даниэлем Альковером всего лишь за 20 дней. Летом 1997 года фрагмент заглавной песни альбома был включен в телевизионный рекламный ролик, что поспособствовало росту узнаваемости группы. Уже в сентябре было продано свыше 50000 копий. В конце года басист Самуэль Титос уходит из группы, его место занимаем Альваро Диес. Уже в мае 1998 года группа появляется на сцене фестиваля Festimad в качестве хедлайнера. На данный момент продано свыше 500000 копий альбома. Данный релиз обеспечил группу не только испанскими, но и европейскими и американскими слушателями.

### 1999—2005: «Late at Night»,«I Was Dead for 7 Weeks in the City of Angels»и«The Flame»
Отношения группы с Subterfuge Records ухудшились, и они подписали контракт с Chrysalis Records, лейблом EMI Music. В 1998 году Dover создали свой собственный лейбл Loli Jackson Records. Они сразу выпустили сборник песен независимых рок-групп, среди которых была и их собственная интерпретация композиции «The One I Love» группы R.E.M. В 1999 году Dover выпустили свой третий альбом Late at Night, записанный в Сиэтле с Барреттом Джонсом. Альбом поступил в продажу 28 июня того же года. Его первый сингл «DJ» чуть раньше был выпущен на радиостанции «Top 40». Это было несколько необычно, учитывая музыкальные тенденции тех времен. Группа оказалась на первых строчках чарта «Cherry Lee». Dover смогли позволить себе отправиться в первый мировой тур и выступить в Германии, Англии, Нидерландах, США, Мексике и других странах. В 2000 году Dover получили премию MTV Europe как лучшая испанская группа. Несмотря на то, что «Late at Night» не превысил число продаж своего предшественника, к февралю 2000 года он стал третьим платиновым альбомом с 300 000 проданными экземплярами.
В 2001 году Chrysalis переиздали свой первый альбом, Sister. В мае того же года группа посещает студию Grandmaster Recorders, чтобы записать свой новый альбом при поддержке Барретта Джонса, однако в этот период между участниками записи возникает недопонимание, что приводит к напряженной обстановке во время записи. Свой отпечаток оставили и проблемы со здоровьем Кристины Льянос, об ужасном состоянии которой, по всей видимости, и говорит название альбома «I Was Dead for 7 Weeks in the City of Angels». В качестве первого сингла была выпущена песня «King George», которая поступила в продажу 3 сентября 2001 года. Она сразу оказалась на первой строчке испанского чарта. Вместе с тем её активно проигрывали и на немецких радиостанциях. Сам альбом поступил в продажу 17 сентября 2001 года. Всего за десять дней было продано 125 000 копий. В конечном итоге удалось продать почти 220 000 экземпляров и получить двойную платиновую пластинку. Год спустя, в июле 2002 года, Dover выпустили свой первый концертный альбом, It’s Good To Be Me!, который состоял из восьми песен: пяти лайвов, двух акустических песен и неизданной Mystic Love.
В 2003 году музыкальный кризис заставляет участников группы закрыть свою звукозаписывающую компанию и подписать контракт с EMI Music. Результатом сотрудничества стал пятый альбом The Flame, который отличался поп-звучанием, а также своей продолжительностью — всего 30 минут. На этот раз в роли продюсера выступил Рик Уилл. Альбом был полностью записан в Испании. Продажи превысили 60 000 экземпляров в Испании. В Германии группа впервые получила статус золотого альбома за высокие продажи «The Flame». На этот раз Dover гастролируют по всей Испании, а также попадают на фестиваль Rock am Ring MTV, который проводился в Германии в июне 2004 года.
В 2004 году отношения в коллективе испортились. В самый разгар тура Альваро Диес покидает группу и на его место вновь приходит Самуэль Титос.

### 2006—2010: Поп перерождение и эксперименты с этническим звучанием.«Follow the City Lights»
В мае 2006 года группа исчезает на несколько месяцев. В июле становится известно о готовящемся релизе. И вот в октябре 2006 года в свет выходит альбом «Follow the City Lights», спродюсированный Даниэлем Альковером. Dover стали более раскованными в своих экспериментах со звуком. В новых песнях отразилось влияние активно развивающейся в те времена электронной музыки. Первый сингл «Let me out» получил премию «Ondas» как лучшая песня 2006 года. Та же песня оказалась на первой строчке в «Топ 40 лучших испанских песен». Несмотря на то, что в 2006 году в музыкальной индустрии возник кризис, группа смогла продать 130 тысяч копий, что по меркам тех времён было немыслимым успехом.
В ноябре 2007 года Dover выпустила свой первый сборник «2», в который входили все электронные поп-хиты группы, а также неизданный трек под названием Soldier. В том же году группа гастролирует с группами «La oreja de Van Gogh» и «Koti».
В конце 2007 группа совершает тур по Европе, а в феврале 2008 года приезжает на фестиваль Desalia, чтобы отыграть последний концерт в рамках продвижения альбома «2». В марте 2009 года Dover подписывают контракт с Sony Music. В нескольких интервью они объявили, что их будущий седьмой альбом выйдет в 2010 году.
После нескольких месяцев затишья в апреле 2009 года группа объявляет о своей почти готовой работе. Большинство треков, за исключением пяти, были сведены Крисом Лорд-Алджем в Лос-Анджелесе. 29 июля 2010 года группа публикует 20-секундный тизер, а уже спустя два дня на радиостанции «del 40 al 1» выходит первый сингл с альбома. Группа заявляет, что для нового альбома будет характерно этническое африканское звучание. 30 августа группа выпускает еще одну песню «Rèponse Divine», исполненную на французском языке.
После публикации I Ka Kené группе едва удаётся попасть в Топ-100 лучших испанских песен. К коммерческому провалу альбома добавляется неудачный тур из менее чем двенадцати концертов в период с 2010 по 2012 год. В середине 2011 года в продажу поступил «I Ka Kené: The Remixes», альбом ремиксов, объединяющий пятнадцать различных версий песен с двух последних альбомов.

### 2012: «What Goes Around Comes Around»
В начале 2012 года группа объявляет о выходе двух песен — одной невыпущенной композиции самой Dover и кавером на популярную песню восьмидесятых. Первая песня была сведена Вероникой Феррано во Франции, вторая — Хесусом Антунесом в Мадриде. 8 марта 2012 года на одной из фан-страниц группы появляется информации о названиях грядущих релизов. Речь шла о песне «What Goes Around Comes Around» и кавере на песню «Need you tonight» группы INXS.
Группа участвует в рекламной кампании Trina «Al Naturals» с тремя песнями: Loli Jackson (1997), King George (2001) и Junnete (2010), исполняя все три песни в своих акустических версиях. Также участвуют в рекламной кампании парфюма Givenchy, благодаря чему получают возможность выступить в прямом эфире. Новый сингл выходит в конце июня 2012 года. Продвижение сингла ограничено лишь появлением в программе «El Número Uno». Сингл вошел в топ-40 и пробыл в списке 5 недель. Группа начала свой очередной тур в 2012 году, в репертуаре группы снова появились оригинальные версии «Devil Came to Me» «King George» и «Serenade», а также акустическая версия «Loli Jackson».

### 2013: Возвращение в рок, «Complications» и распад
Dover объявили о новом туре, посвященном юбилею группы, а также 15-летию альбома Devil Came to Me. Билеты были распроданы за несколько месяцев до начала концертов. Первое выступление было отыграно в Sala Sol в Мадриде 8 марта. Начиная с этого дня, группа отгремела свои концерты на всех самых знаковых площадках Испании. Солдаут был обыкновенным явлением. После Испании группа поехала по различным европейским странам. После тура группа переиздаст альбом Devil Came to Me под названием Dover Came to Me
Отыграв более 35 концертов по всей Испании, группа устраивает свои последние выступления. Завершающим становится концерт в зале La Riviera в январе 2014. В течение года группа ещё пару раз покажется на фестивалях и выпустит композицию, которую в дальнейшем назовут «Crash». В конце года в соцсетях появляется информация о том, что группа готовит новый альбом с уклоном в рок.
Так на свет появляется «Complications», восьмой студийный альбом группы Dover. В роли продюсера вновь выступил Хесус Антунес. Группа полностью вернулась к своим истокам, об этом говорит как место, в котором записывался альбом — старая репетиционная база, в которой сочинялись первые песни, так и жанровая принадлежность — рок.
23 ноября 2016 года Ампаро Льянос объявляет по радио об окончании деятельности группы Dover. Она рассказала о том, что с момента выпуска последнего альбома участники группы постоянно задумывались об окончании музыкальной деятельности. Ещё во времена Dover Ампаро сочинила песни, которые не могла выпустить от имени Dover. После распада группы она вместе с Самуэлем Титосом создала группу «New Day», где продолжила свою музыкальную карьеру в качестве вокалистки.

### 2021: «DOVER: Die For Rock & Roll»
17 мая 2021 года появляется информации о создании документального фильм «DOVER: Die For Rock & Roll», в котором будет рассказана история группы с момента его возникновения в 1992 году до момента распада в 2016.